# Michał Miśkiewicz

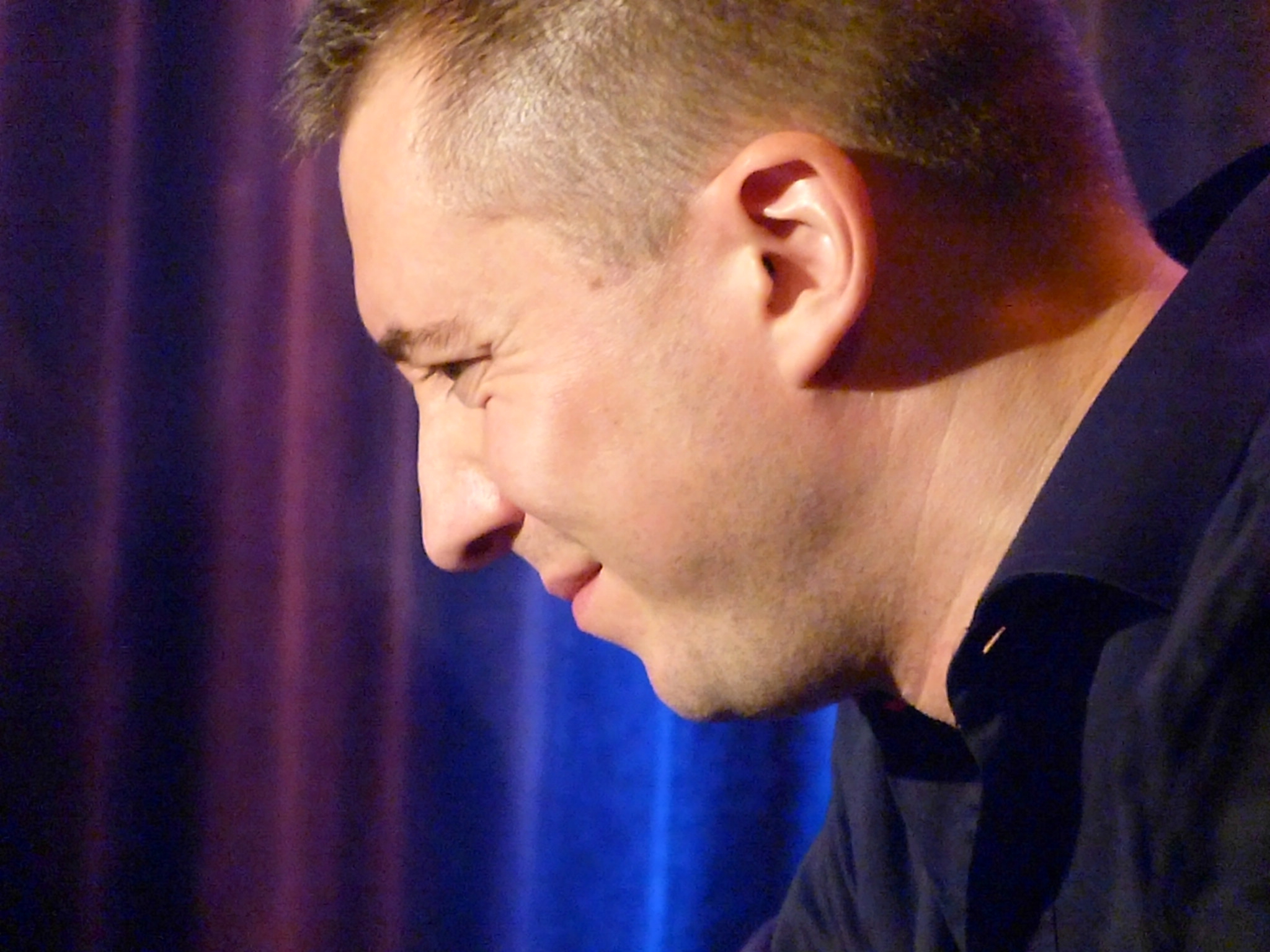
Michał Miśkiewicz im A-Trane 2014

Michał Miśkiewicz (* 23. Mai 1977 in Warschau) ist ein polnischer Schlagzeuger des Modern Jazz.

## Leben und Wirken
Miśkiewicz stammt aus einer musikalischen Familie: Sein Vater ist der Saxophonist Henryk Miśkiewicz; die Sängerin Dorota Miśkiewicz ist seine Schwester. Seit er 13 Jahre alt ist, spielt er Schlagzeug. Auf einen Impuls von Tomasz Stańko hin gründete er 1993 mit Marcin Wasilewski und Sławomir Kurkiewicz das Simple Acoustic Trio, das schon bald eine Reihe von Alben aufnahm. Mit Radek Nowicki, Kasia Pietrzko und Michał Jaros gründete er 2017 seinen Tony Williams Tribute. Auch arbeitete es mit Tomasz Stańko zusammen, mit dem es weltweit tourte. Es war zudem mit Jacob Young/Trygve Seim (u. a. bei Elbjazz 2014) und mit Joakim Milder unterwegs. 
Weiterhin arbeitete Miśkiewicz mit seinem Vater und mit Grzegorz Karnas. Johannes Enders holte ihn 2008 ins JazzBaltica Ensemble; auch tourte er mit Piotr Wyleżoł. Von 1994 an war er bis 2016 an 32 Einspielungen von Tonträgern beteiligt, unter anderem mit Tomasz Szukalski, Janusz Muniak, Michał Urbaniak, Mateusz Smoczyński und dem Jazz Baltica Ensemble mit Hank Jones.

## Diskographische Hinweise

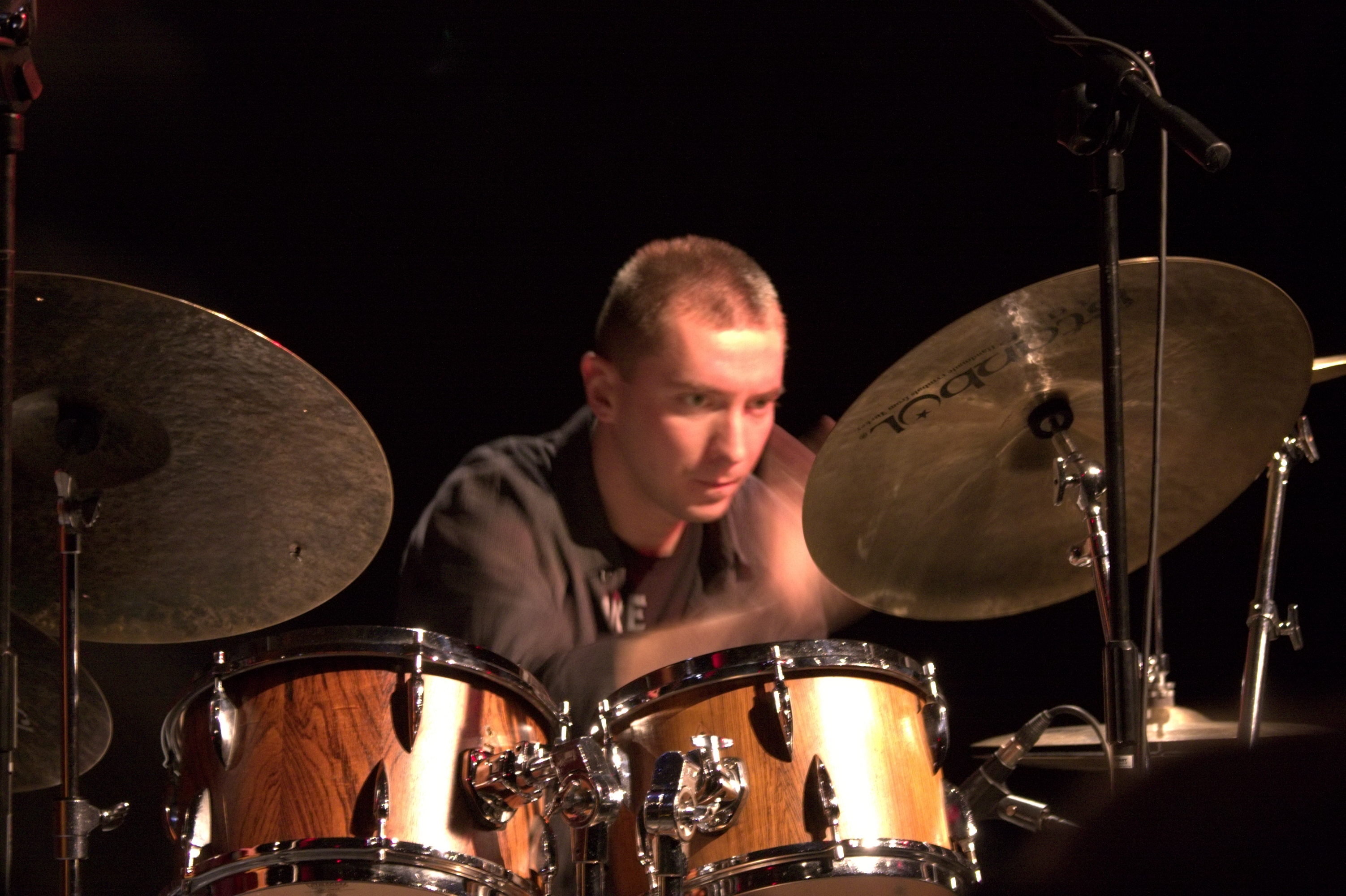
Michał Miśkiewicz (2009)

- Tomasz Stańko Balladyna – Theater Play Compositions (Gowi, 1994)
- Jan A. P. Kaczmarek The Miracle  (Milan, 1999)
- Henryk Miśkiewicz Lyrics (2001)
- Tomasz Stańko Suspended Night  (ECM, 2003)
- Marcin Wasilewski/Sławomir Kurkiewicz/Michał Miskiewicz Trio (ECM, 2005)
- Johannes Enders & JazzBaltica Ensemble One for Three: The Jones Suite (yellowbird/Enja 2008)
- Marcin Wasilewski/Sławomir Kurkiewicz/Michał Miskiewicz Faithful (ECM, 2011)
- Grzegorz Karnas Trio feat. Miklós Lukács Audio Beds (2013)
- Marcin Wasilewski Trio Live (ECM, 2018)[4]
- Daniel Toledo / Kuba Więcek / Piotr „Pianohooligan“ Orzechowski / Michał Miśkiewicz: Fletch (Audio Cave 2020)